# Byblis liniflora
Byblis liniflora ist eine fleischfressende Regenbogenpflanzenart aus der Familie der Regenbogenpflanzengewächse (Byblidaceae). Sie gehört zu den einjährigen, nordaustralischen Byblisarten, die nach ihr zusammenfassend als „Byblis liniflora-Komplex“ bezeichnet werden.

## Merkmale
Byblis liniflora ist eine einjährige, meist unverzweigt wachsende, krautige Pflanze, ihre Wurzeln sind feinfaserig. Sie wächst aufrecht und erreicht eine Höhe von bis zu 15 Zentimetern.

### Blätter
Die Blätter sind bis zu 8 Zentimeter lang, länglich rund und verjüngen sich zum Ende hin, an dem sie in einer kleinen Verdickung enden. Junge Blätter stehen fast aufrecht, hängen mit dem Alter aber zunehmend herab. Vom Ansatz bis zum Ende sind sie rundum bedeckt mit gestielten Drüsen, die eine klebrige Flüssigkeit absondern und dem Fang und der Verdauung von Insekten dienen. 2005 wurde, nach langer Diskussion, die Karnivorie der Pflanze belegt.

### Blüten

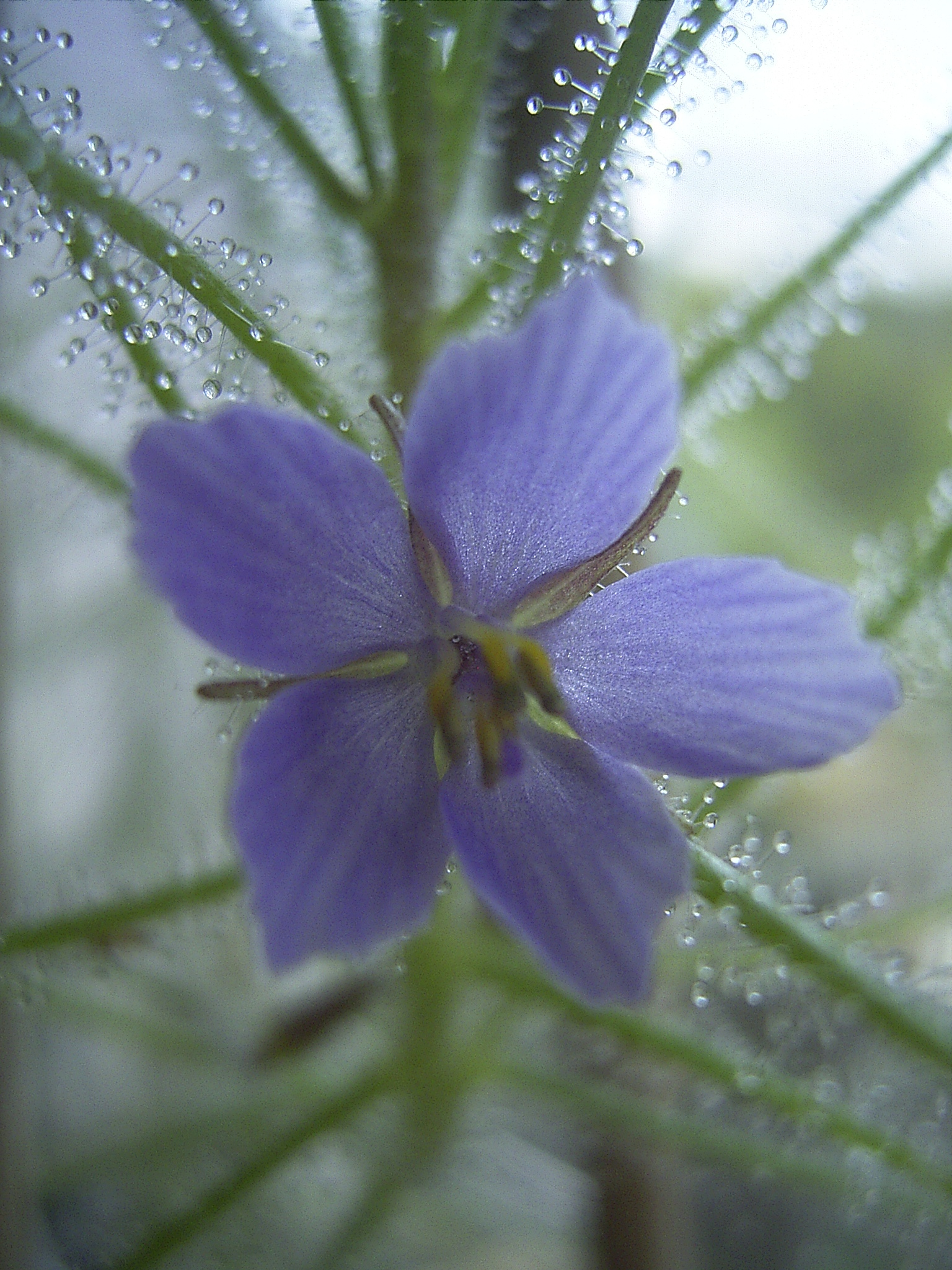
Blüte

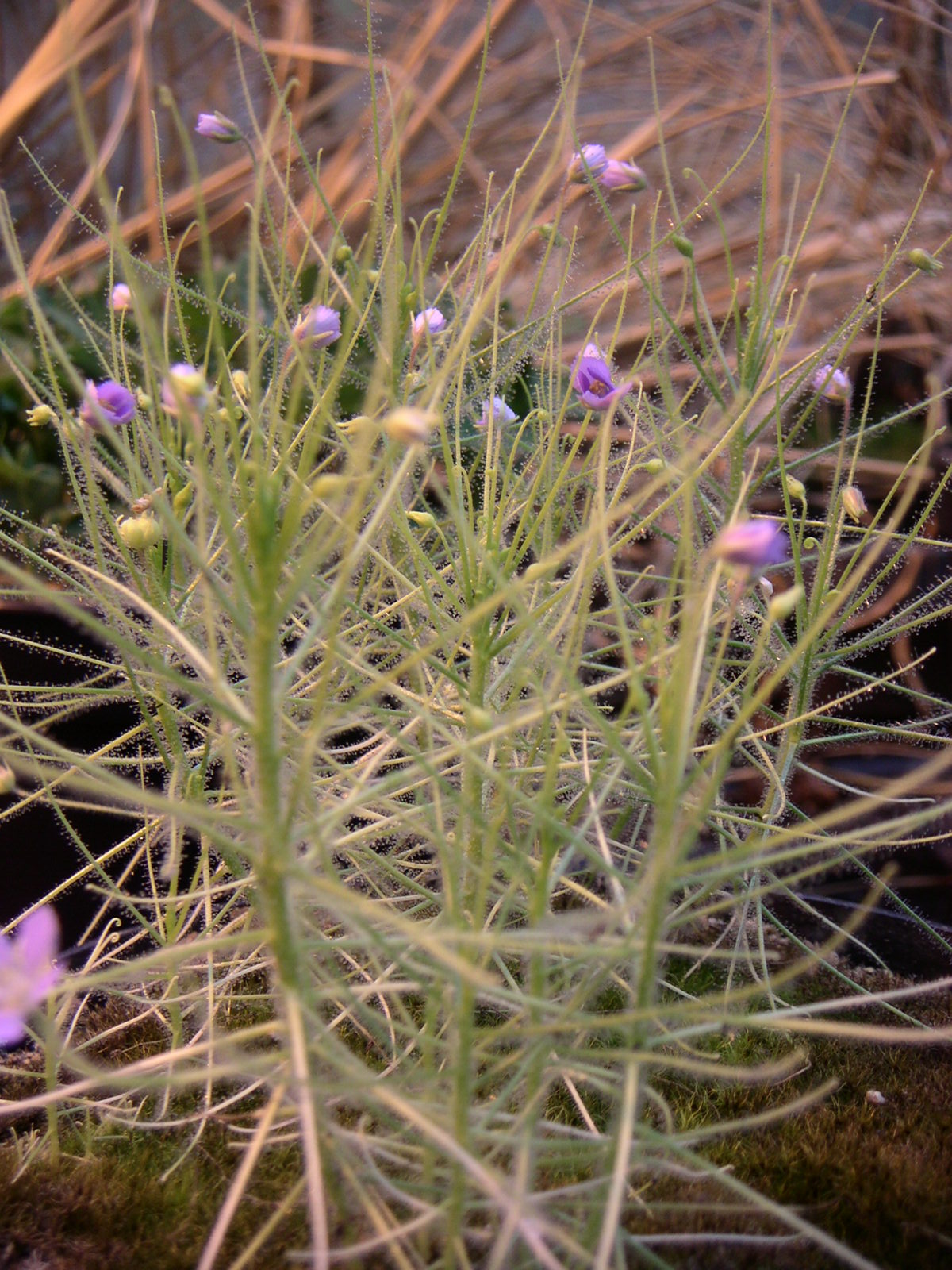
Byblis liniflora, blühend

Aus manchen Blattachseln wachsen oberhalb des Blattansatzes Blütenstiele, die sich kaum von den Blättern unterscheiden. An ihren Spitzen blühen zwischen Januar und Mai (im australischen Sommer) endständig fünfzählige Einzelblüten, allerdings nur wenige zu gleicher Zeit.
Die lanzettlichen Kelchblätter sind bis zu 4 Millimeter lang, bis zu 1,3 Millimeter breit und mit Drüsenhaaren besetzt. Die umgekehrt-eiförmigen Kronblätter sind hellviolett, 5 bis 8 Millimeter lang, 3,5 Millimeter breit und am Außenrand gekerbt. Die weißen Staubfäden sind bis zu 2 Millimeter lang. Die, ebenso wie der Pollen, gelben Staubbeutel sind 1,5 Millimeter lang. Die im Verhältnis zum Staubfaden kürzeren Staubbeutel gelten als diagnostisches Merkmal zur Unterscheidung von Byblis filifolia. Der Griffel ist 3,5 Millimeter lang.

### Früchte und Samen
Die bis zu 4 Millimeter lange und 7 Millimeter breite Samenkapsel ist breit eiförmig und zweifächrig, durch Austrocknung reißt sie allmählich auf, so dass die enthaltenen Samen zu Boden fallen (Barochorie). Die schwarzen, 0,7 bis 0,9 Millimeter langen Samen sind mit einem wabenförmigen Relief versehen.

### Chromosomenzahl
Die Chromosomenzahl beträgt 2n = 24 oder 32.

## Verbreitung
Die Art findet sich in Australien im Northern Territory und in Western Australia. Sie wächst in nährstoffarmen Sandböden am Rande saisonal feuchter Gebiete.

## Taxonomie
Byblis liniflora wurde 1808 durch Richard Anthony Salisbury in The Paradisus Londinensis Band 2, Tafel 95 erstbeschrieben. Sie ist damit die älteste bekannte Art der Gattung. Das Epitheton "liniflora" bedeutet "mit Blüten wie der Lein (Linum)".